# CBN Recife
CBN Recife é uma emissora de rádio brasileira sediada no Recife, capital do estado de Pernambuco. Opera no dial FM, na frequência 105,7 MHz, concessionada em Olinda, e é afiliada à CBN. Pertence ao Grupo Asa Branca e ao Sistema Globo de Rádio, braço radiofônico do Grupo Globo e proprietário da rede. Seus estúdios estão localizados no Edifício Moura Dubeaux Empresarial, no Pina, e seus transmissores estão no bairro de Ouro Preto, em Olinda.

## História
A emissora foi fundada em 2005 pela Rede Nordeste de Comunicação, proprietário da TV Asa Branca de Caruaru, sendo sintonizada nos 97.1 MHz, e inicialmente estava arrendada ao Grupo Bel, sendo uma emissora própria da Oi FM. A programação da emissora era praticamente toda nacional, e um dos poucos programas locais desta época era o Sopa Oi FM, apresentado pelo produtor cultural Roger de Renor, que era um programa de entrevistas e divulgação da música de artistas locais, transmitido entre 12h e 13h.
Em 2011, a Oi FM deixou de operar através de emissoras de rádio, passando a ser uma web rádio. Com isso, as emissoras remanescentes passaram a compor a Rede Verão, que durou até 17 de maio de 2012, quando o Grupo Bel resolveu investir na criação da Bradesco Esportes FM em conjunto com o Grupo Bandeirantes de Comunicação. No entanto, o Grupo Bandeirantes não manifestou interesse na emissora do Recife, e devolveu a frequência para seus proprietários originais. Com isso, a rádio passa a ter programação exclusivamente musical.
Em 2013, os proprietários da rádio decidiram por uma parceria com o Sistema Globo de Rádio para instalar uma emissora do gênero adulto contemporâneo, nos mesmos moldes da Globo FM de Caruaru. Em 12 de janeiro, entrou no ar a Globo FM, cujo nome foi licenciado pela emissora carioca tal como as demais existentes em outros mercados, porém, sem ligação alguma com a rede.
Ainda no mesmo ano, o Sistema Jornal do Commercio de Comunicação, responsável pela JC CBN FM, decide implantar uma emissora jornalística inteiramente local, o que resulta na criação da JC News FM a partir de 1.º de setembro. Com isso, a CBN assina contrato com o grupo, e em 31 de agosto, a Globo FM é extinta para dar lugar a CBN Recife. 
Em 6 de março de 2015, a emissora iniciou suas transmissões também através dos 105.7 MHz, que anteriormente abrigavam uma retransmissora da Feliz FM. Em 1.º de junho, os 97.1 MHz deram lugar a programação de expectativa da Top Music FM, e assim a CBN Recife passou a operar exclusivamente nos 105.7 MHz. Em outubro de 2018, a emissora migrou de sua antiga sede no bairro de Boa Viagem para novas instalações no 2.º andar do Edifício Moura Dubeaux Empresarial, no bairro do Pina.